# پنتوپرازول
پنتوپرازول یا پانتوپرازول ، که با نام تجاری پنتوسک ،پنتومید و یا پانتوپرازول  در ایران شناخته می‌شود ، برای درمان و پیشگیری کوتاه مدت ازوفاژیت مرتبط با ریفلاکس گاستروازوفاژیال (GERD) و یا بیماری‌های مرتبط با ترشح بیش از حد اسید معده مثل سندروم زولینگر- الیسون تجویز می‌شود.
پنتوپرازول از مهار کننده‌های پمپ پروتون است که منجر به کاهش ترشح اسید معده می‌شود. این دارو در سلول‌های جداری معده با مهار برگشت ناپذیر
Hydrogen potassium ATPase ، ترشح اسید معده را سرکوب می‌کند.  این دارو برای اولین بار در سال ۱۹۹۴ در کشور آلمان فروخته شد و از سال ۲۰۱۰ به عنوان یک داروی عمومی در دسترس قرار گرفت.

## موارد تجویز
۱- درمان کوتاه مدت ازوفاژیت مرتبط با رفلاکس برای بزرگسالان و کودکان بالای ۵ سال
۲- کنترل بیماری‌های مرتبط پس از بدست آمدن نتایج اولیه از بیماری ، به مدت کمتر از ۱۲ ماه .
۳- درمان ترکیبی زخم‌های گوارشی ناشی از هلیکوباکتر پیلوری . در این درمان از یک آنتی بیوتیک نیز در کنار پنتوپرازول استفاده می‌شود.
۴- درمان طولانی مدت سندروم زولینگر- الیسون

## عوارض جانبی
برخی از عوارض جانبی استفاده از پنتوپرازول در بزرگسالان عبارتند از: سردرد، اسهال، تهوع، شکم درد، استفراغ، یبوست ، نفخ شکم سرگیجه و درد مفاصل . استفاده از پنتوپرازول در طولانی مدت ، ممکن است باعث بیماری گاستریت اتروفیک گردد . همچنین فقر ویتامین B-12 و منیزیم از عوارض دیگر مصرف سر خود و بیش از اندازه ی پنتوپرازول هستند. در کل  مصرف طولانی مدت  پنتوپرازول مستلزم تجویز پزشک و انجام پایش‌های آزمایشگاهی منظم به منظور ارزیابی ایمنی و کارآیی درمان و پیشگیری از بروز عوارض دارویی می‌باشد.

## تداخلات دارویی
مهم‌ترین تداخل دارویی پنتوپرازول با وارفارین میباشد که میتواند باعث افزایش سطح سرمی وارفارین و افزایش خط خونریزی شود. اما به طورکلی پنتوپرازول میتواند در موارد زیر نیز تداخلات دارویی ایجاد کند:
- دیازپام و فنی‌توئین ( برای کنترل تشنج استفاده میشوند.)
- داروهای ضد قارچ دسته آزول ها ( ازجمله کتوکونازول فلوکونازول و ...)
- متوترکسات
- ریفامپین

تداخلات دارویی پنتوپرازول عموماً خود را به صورت افزایش و یا کاهش اثر سایر داروها نشان می‌دهد و معمولا عوارض شدیدی به دنبال ندارد.( خطرناک ترین تداخل آن با وارفارین است.)

## رده بارداری
رده بارداری دارو : B